# Síndrome do vírus pós-Ébola

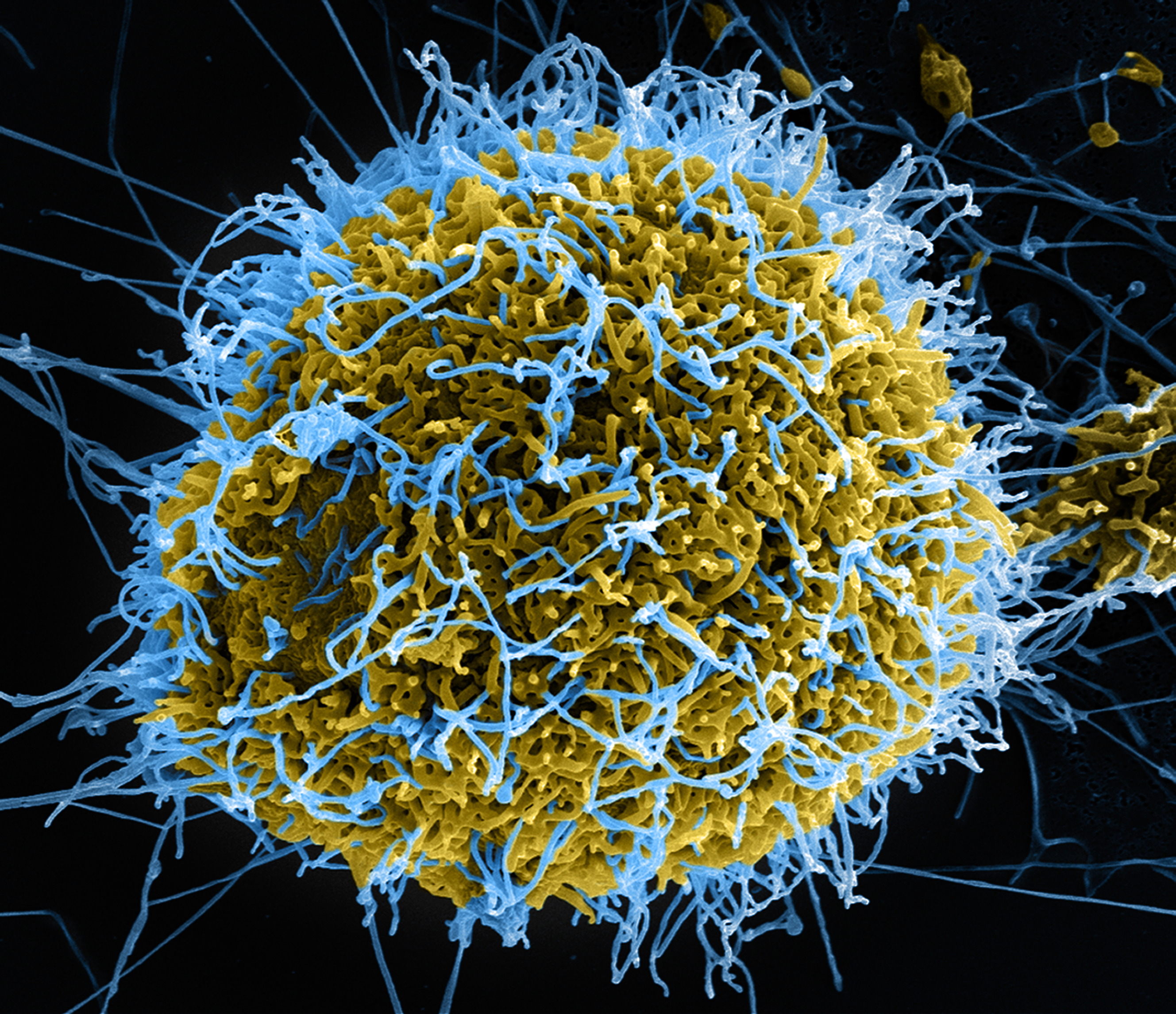
Partículas do vírus Ébola (azul) atacando uma célula (amarelo)

A síndrome do vírus pós-Ébola (ou síndrome pós-Ébola) é uma síndrome pós-viral que afeta aqueles que se recuperaram da infecção pelo Ébola. Os sintomas incluem dor nas articulações e músculos, problemas oculares, incluindo cegueira, vários problemas neurológicos e outras doenças, às vezes tão graves que a pessoa é incapaz de trabalhar.

## Sinais e sintomas
Os pesquisadores estão cientes de um grupo de sintomas que freqüentemente acompanham a doença pelo vírus Ébola há 20 anos, mas isso se tornou mais amplamente relatado com o grande número de sobreviventes da epidemia mortal em 2014. A síndrome pós-Ébola pode se manifestar como dor nas articulações, dores musculares, dor no peito, fadiga, perda auditiva, perda de cabelo, interrupção da menstruação e problemas de saúde a longo prazo. Alguns sobreviventes relatam problemas neurológicos, incluindo problemas de memória e ataques de ansiedade. A perda de visão também é freqüentemente relatada, juntamente com dor nos olhos, inflamação e visão turva. Dois artigos publicados no New England Journal of Medicine em 2015 relatam que os sintomas incluem letargia, dores nas articulações, perda de cabelo e perda de visão, freqüentemente a ponto de quase cegueira e uveíte.

## Mecanismo

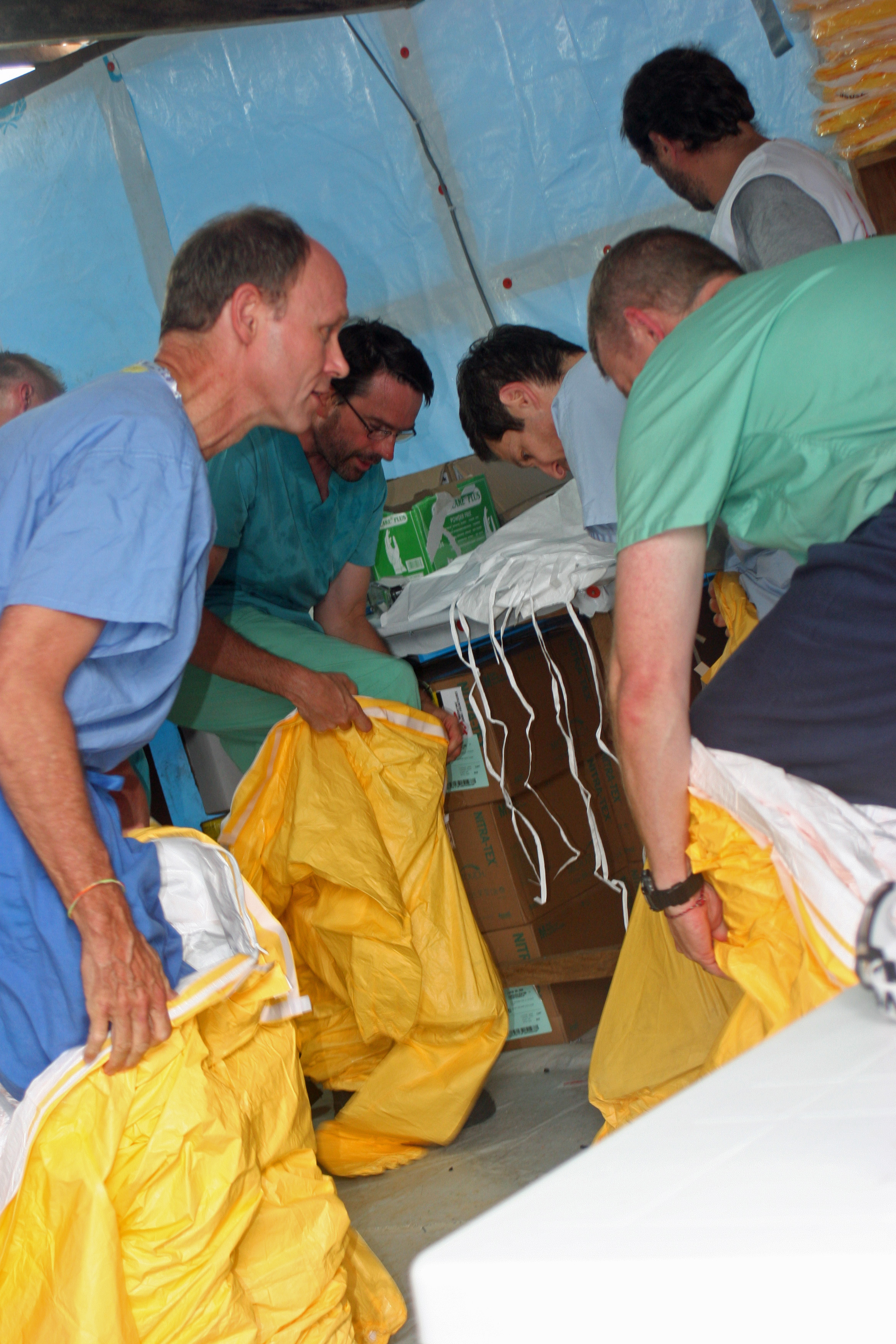
Os médicos usaram equipamentos de proteção antes de entrar em uma enfermaria de tratamento contra o Ebola na Libéria, em agosto de 2014.

Embora haja algum progresso que possa potencialmente ajudar os sobreviventes do Ébola, é necessário financiamento adequado e pesquisas adicionais para ajudar a fornecer mais respostas sobre a síndrome pós-Ébola.
Estudos de surtos anteriores revelam que o vírus é capaz de sobreviver por meses após a recuperação em algumas partes do corpo, como os olhos e testículos, onde o sistema imunológico não pode alcançar. Não se sabe se os sintomas neurológicos observados nos sobreviventes são resultado direto do vírus ou, em vez disso, desencadeados pela resposta do sistema imunológico à infecção. Sabe-se que o Ébola pode desencadear uma enorme tempestade de citocinas que pode causar sangramento por todo o corpo, incluindo o cérebro, o que pode explicar vários sintomas neurológicos que foram relatados.

### Persistência viral
De acordo com uma revisão de Brainard et al., O vírus Ébola foi identificado em quase 3 de 4 amostras de fluido seminal (18 sobreviventes) quase 4 meses após a infecção inicial, com as últimas amostras positivas sendo mais de 6 meses (203 dias) após a ocorrência da infecção. Outro aspecto dos sobreviventes do vírus Ébola é que ele pode ser transmitido sexualmente, pois o vírus está presente no sêmen nove meses após os indivíduos serem declarados livres do Ébola. Um estudo de 2017 encontrou o vírus no sêmen de alguns homens depois de mais de dois anos após a recuperação da infecção aguda.

## Diagnóstico
Em termos de diagnóstico, o indivíduo pode mostrar sensibilidade à luz ou vermelhidão nos olhos quando houver suspeita de problemas oculares. Neurologicamente, os sinais de coordenação, marcha e liberação frontal do indivíduo devem ser observados.

## Tratamento
O manejo depende dos sintomas exibidos, por exemplo, se o indivíduo indicar dor músculo-esquelética, pode ser administrado paracetamol. Se o indivíduo apresentar problemas oculares, a prednisona e o ciclopentolato podem ser usados para o tratamento, de acordo com a OMS.

## Acompanhamento
Pesquisadores do Instituto Nacional de Distúrbios Neurológicos e Derrame (NINDS) e parceiros de pesquisa da Libéria estão fazendo um estudo de acompanhamento de 5 anos com 1500 sobreviventes de Ébola na Libéria. Os sobreviventes serão avaliados a cada 6 meses; a partir de outubro de 2017, foram realizados dois acompanhamentos. Os pesquisadores rastrearão recaídas e persistência viral, caracterizarão sequelas em vários sistemas corporais e farão estudos clínicos sobre intervenções farmacológicas e vacinas.